# Света Троица (Солун)
Вижте пояснителната страница за други значения на Света Троица.
„Света Троица“ (на гръцки: Ιερός Ναός Αγίας Τριάδας) е църква в македонския град Солун, част от Солунската епархия на Вселенската патриаршия, под управлението на Църквата на Гърция. Разположена е на едноименната улица „Агия Триада“ в квартала Пиргите и е център на най-голямата енория на епархията.

## История
Църквата е първият храм, построен южно извън крепостните стени на Солун. Според църковните архиви храмът е открит в 1832 година и той е една от първите църкви в неовизантийски стил – с купол. През 1860-те години се срутва женската му църква и убива 12 души. За кратко в 1902 година църквата спира да работи. В 1925 година вероятно от кандило избухва пожар, при който изгаря част от дървения иконостас и ценните икони на него, изписани от монаси от светогорския скит Кавсокаливия. В 1966 година земетресението на Халкидика нанася сериозни щети на църквата. Специална комисия предупреждава, че куполът ще се срути, което се и случва.
На 28 октомври 1956 година е положен основният камък на новия храм от митрополит Пантелеймон I Солунски, който и открива църквата след четири години в 1960 година. На 13 юни 1970 година храмът е осветен от викария на Солунската митрополия епископ Стефан Талантски.

## Архитектура
Архитектурата на новия храм е различна от тази на църквата от 1832 г. и е трикорабна базилика с камбанария. Дело е на инженер Варвоглу. Изписването на храма става от 1970 до 1994 година. От 1967 година към храма има детски хор, духовен център и спортен клуб „Анагениси“. В 1972 година за децата от енорията църквата основава детски почивен лагер в Гомати на Халкидики.
В храма се пази ценна икона на Света Богородица Дакрируса, както и мощи на отците от манастира „Свети Сава“, дарени на храма от игумена на Панахрантоския манастир на 29 март 2002 година. Два дни по-късно мощи дарява на храма и митрополит Пантелеймон II Солунски. От 10 декември 2000 до 23 юни 2002 година в двора е построен параклисът „Свети Сава“.
Параклис на църквата е и „Света Соломония“ на улиците „Василиса Олга“ и „Параскевопулос“, изградена в 1950 година от архитект Варис Караянис с остъклена фасада. В храма има мощи на Света Соломония, дарени от патриарх Атинагор I Константинополски.